# إسحاق ريد (لاعب كرة قدم)
ايزاك ريد (بالإنجليزية: Izak Reid)‏ (8 يوليو 1987 في المملكة المتحدة - ) هو لاعب كرة قدم بريطاني في مركز الوسط. لعب مع ماكليسفيلد تاون وتيلفورد يونايتد ونادي بارو وBrackley Town F.C. ‏ ونادي موركامب.

## وصلات خارجية
- ايزاك ريد على موقع قاعدة بيانات كرة القدم.إي يو (الإنجليزية)
- ايزاك ريد على موقع Soccerbase.com (لاعب) (الإنجليزية)
- ايزاك ريد على موقع Soccerway.com (الإنجليزية)